# 齒葉裂臀瓢蟲
齒葉裂臀瓢蟲（学名：Henosepilachna processa）为瓢蟲科食植瓢蟲屬下的一个种。